# Sebja de Halk Elmanzel y uadi Essed
La sebja de Halk Elmanzel, o El Menzel, es una laguna costera en la costa de Túnez, en la gobernación de Susa, separada del mar por un cordón arenoso, que se alimenta durante las lluvias a través del uadi Essed principalmente. La laguna y el uadi fueron declarados sitio Ramsar en 2012, con una extensión de 14,5 km2.

## Características
El sitio está formado por una laguna salina que es representativa de un sebja casi natural, un humedal característico en una región semiárida del Sahel tunecino. Contribuye a mantener la biodiversidad típica de su región biogeográfica y sirve de hábitat a especies de interés como la vulnerable cerceta pardilla.
Es un zona de invernada y cria para aves y también una fuente alimentación para peces como los mujoles o lisas. Los habitantes de la zona practican la pesca y la acuicultura, y utilizan el agua para la agricultura y la cría de animales. Alrededor del lago se han plantado acacias para evitar la erosión. Asimismo, tiene como función retener las aguas de las crecidas del uadi Essed.

#### Área de importancia para las aves
La sebja de Halk Elmanzel es también un área de importancia para las aves. Esta IBA es en parte laguna costera, en parte depresión salina. En primavera, cuando la sebja de Kelbia, en el interior, fluye a través del uadi de Sed o Essed, alcanza el mar a través de la sebja de Halk Elmanzel. Luego, gracias a un cordón de dunas, el agua queda retenida en la sebja durante parte del verano.
El sitio se encuentra en una ruta importante de migración norte-sur, con agua disponible la mayor parte del año, lo que facilita que, a las especies que pasan el invierno, como la espátula común y una variedad de patos, entre ellos el tarro blanco, el ánade rabudo y el cuchara común, así como limícolas, se unen los migrantes, como los limícolas aguja colinegra, zarapito real, zarapito trinador y charranes. En invierno, cuando otros lugares se secan, puede encontrarse la grulla común. Entre los que anidan hay el charrancito común y a veces el charrán común, así como el chorlitejo patinegro y algún tarro blanco.